# Stephen Kings The Stand – Das letzte Gefecht
The Stand ist ein vierteiliger Fernsehfilm aus dem Jahr 1994 basierend auf dem Roman The Stand – Das letzte Gefecht von Stephen King. Dieser hat auch das Drehbuch verfasst. Die Serie fasst mehrere klassische Filmmotive zusammen: eine apokalyptische Katastrophe, der Kampf zwischen Gut und Böse und ein Roadmovie. Im deutschen Fernsehen erschien die Serie am 3. Juni 1995. 2020 folgte eine weitere Verfilmung der Vorlage in Form einer Miniserie.

## Handlung
In einem militärischen Forschungslabor für biologische Kampfstoffe entweichen durch einen Unfall tödliche Viren. Bevor das Gelände abgeschottet werden kann, entkommt ein bereits mit der „Supergrippe“ infizierter Wachmann und löst eine Pandemie aus, die in kurzer Zeit fast die gesamte Menschheit auslöscht. Einige der wenigen Überlebenden werden in ihren Träumen von der alten Abigail Freemantle eingeladen, sie auf ihrer Farm in Hemingford Home in Nebraska zu besuchen. Dort angekommen erfahren sie, dass sie in die endgültige Schlacht zwischen Gut und Böse verstrickt sind. Von dort reisen sie weiter nach Boulder, Colorado. Doch nicht nur Mutter Abigail, sondern auch Randall Flagg als Vertreter des Bösen besucht die Menschen in ihren Träumen und fordert sie auf, nach Las Vegas zu kommen, wo er sein Hauptquartier aufgeschlagen hat.
Die Freie Zone in Boulder entsendet schließlich eine Gruppe von Boten, die nach Las Vegas reisen, um den Konflikt nach „Gottes Plan“ zu beenden. Flagg lässt sie gefangen nehmen und will sie zur Abschreckung für seine Anhänger hinrichten lassen. Bei der Versammlung anlässlich der Hinrichtung kommt es jedoch zur Explosion einer Atombombe, die der einfältige „Mülleimermann“ seinem Herrn Randall Flagg bringen will.
Ein Mitglied der Botengruppe, das unterwegs einen Unfall hatte und zurückblieb, kehrt nach Boulder zurück und erzählt von der Pilzwolke, die er am Horizont gesehen hat.

## Kritik
„Mysteriöse Vorzeichen deuten an, dass die verheerende Seuche erst der Auftakt zur Apokalypse ist, bei der „das Böse“ zu siegen droht… Schade: Schon am Anfang kommt dem Vierteiler die knisternde Spannung der Romanvorlage abhanden. [Fazit:] Infiziert vom Virus der Schlafkrankheit.“

## Auszeichnungen
- Die Serie gewann 1994 einen Emmy für die herausragende Einzelleistung beim Make-up.
- Weiterhin war sie nominiert in den Kategorien „beste Kameraführung“, „beste Tonmischung“ und „beste Miniserie“.

## Verschiedenes
- Die Serie wurde ursprünglich in vier Teilen ausgestrahlt und war bei ihrer Veröffentlichung die erste DVD-18 (also doppelseitig und doppellagig).
- Stephen King lebte im Jahr 1974 mit seiner Familie ein Jahr lang in Boulder, Colorado.[2]
- Stephen King hat einen Miniauftritt in der Serie als Teddy Weizak; er fährt mit Nadine nach Boulder zu Mutter Abigail und taucht dann am Ende, bei Stus und Toms Heimkehr, als ein Wachposten, der den Zugang nach Boulder bewacht, nochmals auf. Während die Figur Teddy Weizak im Buch bei Harold Lauders Anschlag stirbt, bleibt sie im Film am Leben. Diese Änderung hat allerdings keinen Einfluss auf die Geschichte an sich, da Weizak nur ein Nebencharakter ist.
- Basketball-Superstar Kareem Abdul-Jabbar hat im Film einen Mini-Auftritt als „Monster-Schreier“. Diese Benennung ist zwar im Buch zutreffend, aber im Film etwas irreführend. Der Grund: Die Figur schreit im Buch „Die Monster kommen!“, während Abdul-Jabbars Text lautet: „Bringt eure Toten raus, die Monster kommen!“, wie es die Totengräber während der Pest im Mittelalter riefen. Beide Aussagen haben jedoch dieselbe Bedeutung, sie weisen auf das bevorstehende Ende der Menschheit hin. Ein weiterer Unterschied ist, dass Larry Underwood die Figur im Buch zwar im bereits menschenleeren New Yorker Central Park lauthals schreien hört, aber ihn erst als (erstochene, nicht an der Grippe verstorbene) Leiche zu Gesicht bekommt (dies ist nur im Originalbuch der Fall – in der vollständigen Ausgabe sieht Larry Underwood den Monster-Schreier auch lebend und beschreibt ihn als „ein verrückter alter Mann in Cordhosen und Zoris und mit einer Hornbrille, deren einer Bügel von Klebestreifen zusammengehalten wurde“[3]), während sie sich im Film früher und direkt auf der Straße begegnen.
- Im Buch ist Abigail Freemantle 108 Jahre alt, im Film ist sie 106.
- Abigail Freemantles Darstellerin Ruby Dee war mit einem weiteren Darsteller der Serie verheiratet: Ossie Davis, dem Darsteller von Richter Farris
- Im Buch ist das Kind von Fran Goldsmith und Jesse Rider ein Sohn (Peter, nach ihrem Vater), im Film ist es eine Tochter (Abigail).
- Im Buch verlässt Larry Underwood New York mit Rita Blakemoore, die dann später in einem Zelt stirbt. Nadine Cross lernt er erst später auf dem Weg nach Boulder kennen.